# Сулемана, Ибрагим
Ибрагим Сулемана Какари (англ. Ibrahim Sulemana Kakari; род. 22 мая 2003, Суньяни) — ганский футболист, полузащитник клуба «Аталанта» и национальной сборной Ганы.

## Карьера

### «Эллас Верона»
Начинал заниматься футболом в родном городе Суньяни. В 2019 году футболиста заметил агент Оливер Артур, который предложил футболисту отправился на просмотр в Италию. Там футболиста сразу же заметила «Аталанта», которая взяла его в свою академию, где тот выступал на юношеском уровне. В июле 2021 года футболист перешёл в итальянский клуб «Эллас Верона», где продолжал выступать на юношеском уровне. Летом 2022 года футболист был переведён в основную команду клуба. Дебютировал за клуб футболист 9 октября 2022 года в матче против «Салернитаны», выйдя на замену на 71 минуте. По итогу сезона футболист вместе с клубом завершил чемпионат в зоне стыковых матчей. По итогу стыкового матча 11 июня 2023 года футболист вместе с клубом победили «Специю», сохранив прописку в элитном дивизионе. На протяжении сезона футболист выступал за клуб преимущественно в роли игрока замены, результативными действиями не отличившись.

### «Кальяри»
В июле 2023 года футболист перешёл в итальянский клуб «Кальяри», с которым заключил четырёхлетний контракт. Сумма трансфера футболиста составила порядка 4 миллионов евро. Дебютировал за клуб футболист 12 августа 2023 года в матче Кубка Италии против клуба «Палермо», выйдя на поле в стартовом составе. Первый матч в чемпионате футболист сыграл 21 августа 2023 года против «Торино», выйдя на поле в стартовом составе. Дебютным забитым голом за клуб футболист отличился 21 января 2024 года в матче против клуба «Фрозиноне». По итогу сезона футболист вместе с клубом завершил чемпионат на итоговом шестнадцатом месте в турнирной таблице. На протяжении сезона футболист выступал за клуб в роли одного из основных игроков, часть матчей пропустил из-за травм, отличившись 2 забитыми голами.

### «Аталанта»
В июле 2024 года футболист перешёл в итальянскую «Аталанту», с которой подписал четырёхлетний контракт. Новый сезон футболист начал 14 августа 2024 года с матча за Суперкубок УЕФА, где в финале уступили «Реал Мадриду», однако сам футболист остался на скамейке запасных. Дебютировал за клуб футболист 19 августа 2024 года в матче против клуба «Лечче», выйдя на замену на 90 минуте. В феврале 2025 года футболист впервые попал в заявку клуба на матчи плей-офф Лиги чемпионов УЕФА, однако на поле так и не вышел. Дебютным забитым голом за клуб футболист отличился 12 мая 2025 года в матче против «Ромы». По итогу сезона футболист вместе с клубом стал бронзовым призёром чемпионата. На протяжении сезона футболист выступал за клуб в роли игрока замены, большую часть сезона проведя на скамейке запасных, однако под конец чемпионата успел отличился 2 забитыми голами.

## Международная карьера
В мае 2024 года футболист получил вызов в национальную сборную Ганы. Дебютировал за сборную футболист 6 июня 2024 года в квалификационном матче на чемпионат мира против сборной Мали, выйдя на замену на 88 минуте.